# Kampong Thom (província)
Kampong Thom é uma província localizada na parte central do Camboja. Sua capital é Kampong Thom. Possui uma área de 13.814 km². Em 2008, sua população era de 630.803 habitantes.
A província está subdividida em 8 distritos:
- 0601 - Baray
- 0602 - Kampong Svay
- 0603 - Stueng Saen
- 0604 - Prasat Balangk
- 0605 - Prasat Sambour
- 0606 - Sandan
- 0607 - Santuk
- 0608 - Stoung